# Абраменко, Татьяна Александровна
Абраменко Татьяна Александровна (род. 4 октября 1982, Таганрог, Россия) —  российская актриса, фотомодель и ведущая.

## Биография
Родилась 4 октября 1982 года в семье Александра Дмитриевича и Ирины Александровны Абраменко. Детство Татьяны прошло в Таганроге. С раннего детства Татьяна увлеклась театром и кино, занималась эстрадными танцами.

### Образование
После окончания школы в 1999 году Татьяна поступила в Таганрогский государственный радиотехнический университет, который окончила в 2004 году по специальности «экономика и управление предприятием». В 2005 году Абраменко поступила в Ростовский государственный университет на факультет бухгалтерского учёта и аудита, который окончила в 2007 году. В 2011 году поступила в Театральный институт имени Бориса Щукина, окончила его в 2013 году. Училась в Театральной школе Константина Райкина.

### Модель
Карьеру модели Татьяна начала в 1998 году во время учебы в школе. В 1999 году она выиграла интернет-конкурс «Лучшая фотомодель».  Несколько лет подряд выигрывала в конкурсе «Лучшая фотомодель Дона». Занимала первые места во множестве региональных конкурсов. В 2003 году заняла первое место в конкурсе «Мисс университет». Начиная с 2004 года, помимо России Татьяна работала в Китае, Корее, Франции, Италии, Польше, Литве, Испании. В Корее Татьяна, помимо модельной работы, участвовала в разных передачах на телевидении. В 2004 году она выиграла украинский конкурс «Королева Донбасса». В 2006 году Татьяна вышла в финальную пятёрку «Мисс Россия», в 2008 году взяла второе место на итальянском конкурсе «Мисс-Синема». В 2011 году Татьяна взяла премию «Fashion Olymp», от телеканала «Fashion TV» — «Лучшая фотомодель 2011 года».

### Актриса
Татьяна снималась в телерекламе и музыкальных клипах. В частности, она принимала участие в экранизации песен Иосифа Кобзона и Ираклия. В 2007 году Абраменко дебютировала в фильме «Последний забой».

### Ведущая
- В декабре 2016 года Татьяна была ведущей государственного мероприятия «День МЧС России 2016».
- Ведущая Конкурса Красоты «Ростовская красавица 2016».

## Семья, личная жизнь
- Сестра: Абраменко Екатерина Александровна
- Муж: Соловьёв Виталий Александрович (с 2013 года).
- Дочери:
  - Соловьёва Виктория Витальевна (2013)
  - Соловьёва Елизавета Витальевна (2015).

## Роли в театре и кино

### Роли в театре
Учебный театр:
- «Как важно быть серьёзным» (Сессили)
- «Тартюф» (Марианна)
- «Сон в летнюю ночь» (Гермия)
- «Светит да не греет» (Ренева)
- «Последняя жертва» (Юлия Павловна Тургина)
- «Волки и овцы» (Мурзавецкая, Анфуса Тихоновна)
- «Старый новый год» (Даша)
- «Трамвай «Желание»» (Бланш Дюбуа)

## Фильмография
| Год  | Название                                | роль                       | режиссёр             |
| ---- | --------------------------------------- | -------------------------- | -------------------- |
| 2005 | Т/с Кулагин и партнёры                  | эпизодическая роль         | Алексей Илюхин       |
| 2006 | Х/ф Последний забой                     | подруга Таня               | Сергей Бобров        |
| 2010 | Х/ф Наша Russia. Яйца судьбы            | роль второго плана         | Глеб Орлов           |
| 2011 | Муз./клип Иракли Пирцхалава «Напополам» | влюблённая                 | Юлия Иванова         |
| 2013 | Т/с Земский доктор                      | Марина Львовна             | Александр Павловский |
| 2013 | Т/с Высокая кухня                       | Анна                       | Владислав Николаев   |
| 2013 | Т/с Гадалка                             | Наталья                    | Оксана Найчук        |
| 2014 | Т/с Практика (серия 36)                 | Зоя                        | Андрей Силкин        |
| 2015 | Х/ф Тёмный мир: Равновесие              | секретарь                  | Олег Ассадулин       |
| 2016 | Х/ф Холодный фронт                      | диктор                     | Роман Волобуев       |
| 2016 | Т/с Последний мент                      | Полина                     | Станислав Либин      |
| 2017 | Т/с Ланцет                              | Лаврентьева                | Елена Николаева      |
| 2017 | Т/с Чисто-московское убийство           | Ирина                      | Филипп Коршунов      |
| 2017 | Т/с Исчезнувшая (Побег в себя)          | медсестра Татьяна Ивановна | Юсуп Разыков         |
| 2017 | Т/с Любимцы                             | Ирина Сергеевна            | Михаил Жерневский    |
| 2017 | Т/с Гостья из будущего                  | Татьяна                    | Вячеслав Лавров      |
| 2017 | Т/с Паук (телесериал)                   | Лара                       | Константин Фролов    |
| 2017 | Т/с Через беды и печали                 | Зоя                        | Артём Марков         |
| 2017 | Х/ф Как встретить праздник не по-детски | ведущая Ольга              | Игорь Лебедев        |
| 2017 | Т/с Родное сердце                       | Люда                       | Каиржан Орынбеков    |
| 2017 | Х/ф Замуж в Новый год                   | Ирина Адамовская           | Валерий Ибрагимов    |